# 601 Нертус
601 Нертус (601 Nerthus) — астероїд головного поясу, відкритий 21 червня 1906 року Максом Вольфом у Гейдельберзі.
Тіссеранів параметр щодо Юпітера — 3,143.